# Temporada de challengers da WTA de 2020
A temporada de challengers da WTA de 2020 foi o circuito secundário das tenistas profissionais organizado pela Associação de Tênis Feminino (WTA) para o ano em questão. O análogo masculino é o ATP Challenger Tour, e define-se como transição ao tênis de elite.
Situa-se abaixo do calendário principal e acima do circuito feminino da ITF. 

## Calendário

### Países
| Torneios | País(es)       | País(es) |
| -------- | -------------- | -------- |
| 2        | Estados Unidos |          |
| 1        | Chéquia        |          |

### Mudanças
- Torneio(s):
  - Debutantes: Pörtschach (depois cancelado), Praga, Tashkent (depois cancelado), Varsóvia (depois cancelado) e Xiam (depois cancelado);
  - Cancelados: Anning, Båstad, Bol, Guadalajara, Houston, Karlsruhe, Limoges, New Haven, Pörtschach, Taipé, Tashkent, Varsóvia e Xiam.

### Semana a semana

#### Legenda
Abaixo estão exemplos, com explicações usando o elemento dica de contexto. Basta passar o cursor sobre cada linha pontilhada para lê-las.
| Semana de     | Torneio                                                                                    | Campeã(s)             | Vice-campeã(s)        | Resultado        |
| ------------- | ------------------------------------------------------------------------------------------ | --------------------- | --------------------- | ---------------- |
| 29 de outubro | OEC Taipei WTA Ladies Open · Taipé, Taiwan · US$ 125.000 – carpete (coberto) – 32S•16Q•16D | jogadora 1            | jogadora 2            | 7–61, 56–7, 6–4  |
| 29 de outubro | OEC Taipei WTA Ladies Open · Taipé, Taiwan · US$ 125.000 – carpete (coberto) – 32S•16Q•16D | jogadora 3 jogadora 4 | jogadora 5 jogadora 6 | 4–6, 6–4, [11–9] |

| Ordenação dos torneios | Quando mais de um torneio acontecer durante a semana: 1. Cidade (A-Z) |

| Ícones | Clicável      |                                        |                                           |
| Ícones | Clicável      | edição do torneio                      |                                           |
| Ícones | Não-clicáveis |                                        | primeiro título conquistado na modalidade |
| Ícones | Não-clicáveis | o(a) jogador(a)/país defendeu o título |                                           |

#### Torneios
| Semana de      | Torneio                                                                                                | Campeã(s)                               | Vice-campeã(s)                          | Resultado                               |
| -------------- | --- | --------------------------------------- | --------------------------------------- | --------------------------------------- |
| 27 de janeiro  | Oracle Challenger Series – Newport Beach Newport Beach, Estados Unidos US$ 162.480 – duro – 48S•4Q•16D | Madison Brengle                         | Stefanie Vögele                         | 6–1, 3–6, 6–2                           |
| 27 de janeiro  | Oracle Challenger Series – Newport Beach Newport Beach, Estados Unidos US$ 162.480 – duro – 48S•4Q•16D | Hayley Carter · Luisa Stefani           | Marie Benoît Jessika Ponchet            | 6–1, 6–3                                |
| 2 de março     | Oracle Challenger Series – Indian Wells Indian Wells, Estados Unidos US$ 162.480 – duro – 48S•4Q•16D   | Irina-Camelia Begu                      | Misaki Doi                              | 6–3, 6–3                                |
| 2 de março     | Oracle Challenger Series – Indian Wells Indian Wells, Estados Unidos US$ 162.480 – duro – 48S•4Q•16D   | Asia Muhammad Taylor Townsend           | Catherine McNally Jessica Pegula        | 6–4, 6–4                                |
| 16 de março    | Abierto Zapopan Guadalajara, México US$ 125.000 – duro – 32S•16Q•16D                                   | Cancelado devido à pandemia de COVID-19 | Cancelado devido à pandemia de COVID-19 | Cancelado devido à pandemia de COVID-19 |
| 13 de abril    | Xiam Open Xiam, China US$ 125.000 – duro – 32S•16Q•16D                                                 | Cancelado devido à pandemia de COVID-19 | Cancelado devido à pandemia de COVID-19 | Cancelado devido à pandemia de COVID-19 |
| 20 de abril    | Kunming Open Anning, China US$ 125.000 – saibro – 32S•16Q•16D                                          | Cancelado devido à pandemia de COVID-19 | Cancelado devido à pandemia de COVID-19 | Cancelado devido à pandemia de COVID-19 |
| 1º de junho    | Croatia Bol Open Bol, Croácia US$ 125.000 – saibro – 32S•16D                                           | Cancelado devido à pandemia de COVID-19 | Cancelado devido à pandemia de COVID-19 | Cancelado devido à pandemia de COVID-19 |
| 6 de junho     | Nordea Open Båstad, Suécia US$ 125.000 – saibro – 32S•16D                                              | Cancelado devido à pandemia de COVID-19 | Cancelado devido à pandemia de COVID-19 | Cancelado devido à pandemia de COVID-19 |
| 27 de julho    | Liqui Moly Open Karlsruhe Karlsruhe, Alemanha US$ 125.000 – saibro – 32S•6Q•8D                         | Cancelado devido à pandemia de COVID-19 | Cancelado devido à pandemia de COVID-19 | Cancelado devido à pandemia de COVID-19 |
| 31 de agosto   | Carinthian Ladies Open Pörtschach, Áustria US$ 1.575.000 – duro – 64S•16D                              | Cancelado devido à pandemia de COVID-19 | Cancelado devido à pandemia de COVID-19 | Cancelado devido à pandemia de COVID-19 |
| 31 de agosto   | Prague Open Praga, Tchéquia US$ 3.150.000 – saibro – 128S•32D                                          | Kristína Kučová                         | Elisabetta Cocciaretto                  | 6–4, 6–3                                |
| 31 de agosto   | Prague Open Praga, Tchéquia US$ 3.150.000 – saibro – 128S•32D                                          | Lidziya Marozava Andreea Mitu           | Giulia Gatto-Monticone Nadia Podoroska  | 6–4, 6–4                                |
| 7 de setembro  | Oracle Challenger Series – New Haven New Haven, Estados Unidos US$ 162.480 – duro – 48S•4Q•16D         | Cancelado devido à pandemia de COVID-19 | Cancelado devido à pandemia de COVID-19 | Cancelado devido à pandemia de COVID-19 |
| 7 de setembro  | Warsaw Open Varsóvia, Polônia US$ 125.000 – saibro – 32S•6Q•8D                                         | Cancelado devido à pandemia de COVID-19 | Cancelado devido à pandemia de COVID-19 | Cancelado devido à pandemia de COVID-19 |
| 28 de setembro | Tashkent Open Tashkent, Uzbequistão US$ 125.000 – duro – 32S•6Q•8D                                     | Cancelado devido à pandemia de COVID-19 | Cancelado devido à pandemia de COVID-19 | Cancelado devido à pandemia de COVID-19 |
| 19 de outubro  | Taipei OEC Open Taipé, Taiwan US$ 125.000 – carpete (coberto) – 32S•16Q•16D                            | Cancelado devido à pandemia de COVID-19 | Cancelado devido à pandemia de COVID-19 | Cancelado devido à pandemia de COVID-19 |
| 16 de novembro | Oracle Challenger Series – Houston Houston, Estados Unidos US$ 162.480 – duro – 48S•4Q•16D             | Cancelado devido à pandemia de COVID-19 | Cancelado devido à pandemia de COVID-19 | Cancelado devido à pandemia de COVID-19 |
| 14 de dezembro | Open BLS de Limoges Limoges, França US$ 125.000 – duro (coberto) – 32S•8Q•8D                           | Cancelado devido à pandemia de COVID-19 | Cancelado devido à pandemia de COVID-19 | Cancelado devido à pandemia de COVID-19 |

## Distribuição de pontos
A distribuição de pontos para torneios 125 em 2020 foi definida:
| Evento                                   | T   | F  | SF | QF | R16 | R32 | R64 | R128 | Q | Q3 | Q2 | Q1 |
| ---------------------------------------- | --- | -- | -- | -- | --- | --- | --- | ---- | - | -- | -- | -- |
| Simples: 48 principal, 4 qualificatório  | 160 | 95 | 57 | 29 | 15  | 8   | 1   | –    | 4 | –  | –  | 1  |
| Simples: 32 principal, 16 qualificatório | 160 | 95 | 57 | 29 | 15  | 1   | –   | –    | 6 | –  | 4  | 1  |
| Simples: 32 principal, 8 qualificatório  | 160 | 95 | 57 | 29 | 15  | 1   | –   | –    | 6 | –  | –  | 1  |
| Duplas: 16                               | 160 | 95 | 57 | 29 | 1   | –   | –   | –    | – | –  | –  | –  |
| Duplas: 8                                | 160 | 95 | 57 | 1  | –   | –   | –   | –    | – | –  | –  | –  |